# Plagithmysus vicinus
Plagithmysus vicinus là một loài bọ cánh cứng trong họ Cerambycidae.